# Citadelle La Ferrière
Citadelle La Ferrière – twierdza w północnym Haiti, w okolicach miasta Milot na południe od Cap-Haïtien. Znajduje się na szczycie porośniętego tropikalną roślinnością wzgórza w obszarze Narodowego Parku Historycznego La Citadelle (fr. Parc National Historique La Citadelle). W 1982 roku została wraz z pobliskim pałacem Sans-Souci wpisana na listę światowego dziedzictwa UNESCO. 
Budowa fortecy, zlecona przez haitańskiego przywódcę Henriego Christophe'a dla obrony przed wojskami Francuzów, trwała 15 lat i pochłonęła życie wielu robotników, zanim ostatecznie ukończono prace w 1820 roku. Grube na 4 metry i wysokie na 40 metrów mury obronne czyniły Citadelle La Ferrière niezdobytą twierdzą.